# Granja de Rocamora
Granja de Rocamora é um município da Espanha na província de Alicante, Comunidade Valenciana. Tem 7,2 km² de área e em 2021 tinha 2 609 habitantes (densidade: 362,4 hab./km²).

## Demografia
| Variação demográfica do município entre 1991 e 2004 | Variação demográfica do município entre 1991 e 2004 | Variação demográfica do município entre 1991 e 2004 | Variação demográfica do município entre 1991 e 2004 |
| --------------------------------------------------- | --------------------------------------------------- | --------------------------------------------------- | --------------------------------------------------- |
| 1991                                                | 1996                                                | 2001                                                | 2004                                                |
| 1961                                                | 2076                                                | 1745                                                | 2066                                                |